# エスプリズム
株式会社エスプリズム（英: S-Prism Co., Ltd.）は、音響制作・楽曲制作を手がける日本の企業。その他、デジタルコンテンツ配信など多岐に渡る事業を展開している。

## 作品

### 音響制作

#### アニメ
- T.P.さくら 〜タイムパラディンさくら〜
- MR.MENショー

#### ゲーム
- D.C.III 〜ダ・カーポIII〜
- uni.
- T.P.さくら 〜タイムパラディンさくら〜
- D.C. Girl's Symphony 〜ダ・カーポ〜 ガールズシンフォニー
- 雅恋 〜MIYAKO〜
- fortissimo EXA//Akkord:Bsusvier
- グリザイアの果実
- グリザイアの迷宮
- グリザイアの楽園

#### ドラマCD
- 國崎出雲の事情
- 恋戦隊LOVE & PEACE
- 先生はダミー
- 甘利先生の華麗なセミナー
- 怪鬼宴
- リーマン戦隊タカナシレンジャー
- トラスティベル～ショパンの夢～
- イケベン.池澤くんと愉快な仲間たち
- D.C.I.F. .ダ・カーポ.イノセントフィナーレ
- A.C.D.C.II 年の瀬は大忙し! 誰と過ごすの!?
- 初音島未来
- 亡き少女の為のパヴァーヌ
- 禁断召喚! サモンマスターテーマソング&ドラマCD※ボイスドラマ
- 電波教師

### 楽曲制作
- fortissimo EXA//Akkord:Bsusvier（La'cryma）

オープニングテーマ「REW」
作詞 - Ryo Fujimura / 作曲・編曲 - 森空青 / 歌 - 霜月はるか
「Umbrella」
作詞 - Ryo Fujimura / 作曲・編曲 - 高梨佳汰 / 歌 - Lily-an
- fortissimo EXS//Akkord:nächsten Phase（La'cryma）

紗雪ルートオープニングテーマ「LOST GARDEN」
作詞・作曲・編曲・歌 - No Life Negotiator
「Revive」
作詞 - Ryo Fujimura / 作曲・編曲 - HΛL / 歌 - 桜川めぐ
- ラブライド・イヴ（WHITESOFT）

ED「Happy Froat」
歌 - 片霧烈火＆霜月はるか＆Rita
- けい☆てん

『けい/しき×てん/ぱい』
作詞・作曲・編曲・歌：Cy-Rim Project

### ゲーム
- けい☆てん

## PB2 Records

### シングル
- Angel Ring　～繋げようよ　恋のリング～
- Finest Crusade / トワイライト

### アルバム
- こいなかボーカルミニアルバム
- LiLiM 15th Anniversary Vocal Album
- MIRUTRACX
- こいなか complete ボーカルアルバム
- こいなかlovers ボーカルミニアルバム
- 姫様LOVEライフ！ ボーカル＆サウンドトラックアルバム
- EGG -Extra Games Garden- anthology 2015

### ドラマCD
- GIRL FRIENDS
- uni.ドラマCD『初音島学生風紀連盟・星空綺麗々奮闘記』

## 関連事業

### 送ってやんど
通販サイト。

### サンセットスタジオ
レンタルスタジオ。歌やゲームなどの収録に使われる。